# 戴亞尼南鳅
戴亞尼南鰍（學名：Schistura deignani）為輻鰭魚綱鯉形目條鰍科南鰍屬的其中一種。分布於亞洲泰國東南部淡水流域，棲息在河川底層水域，生活習性不明。

## 扩展阅读
維基物種上的相關：戴亞尼南鰍